# أرز أسود

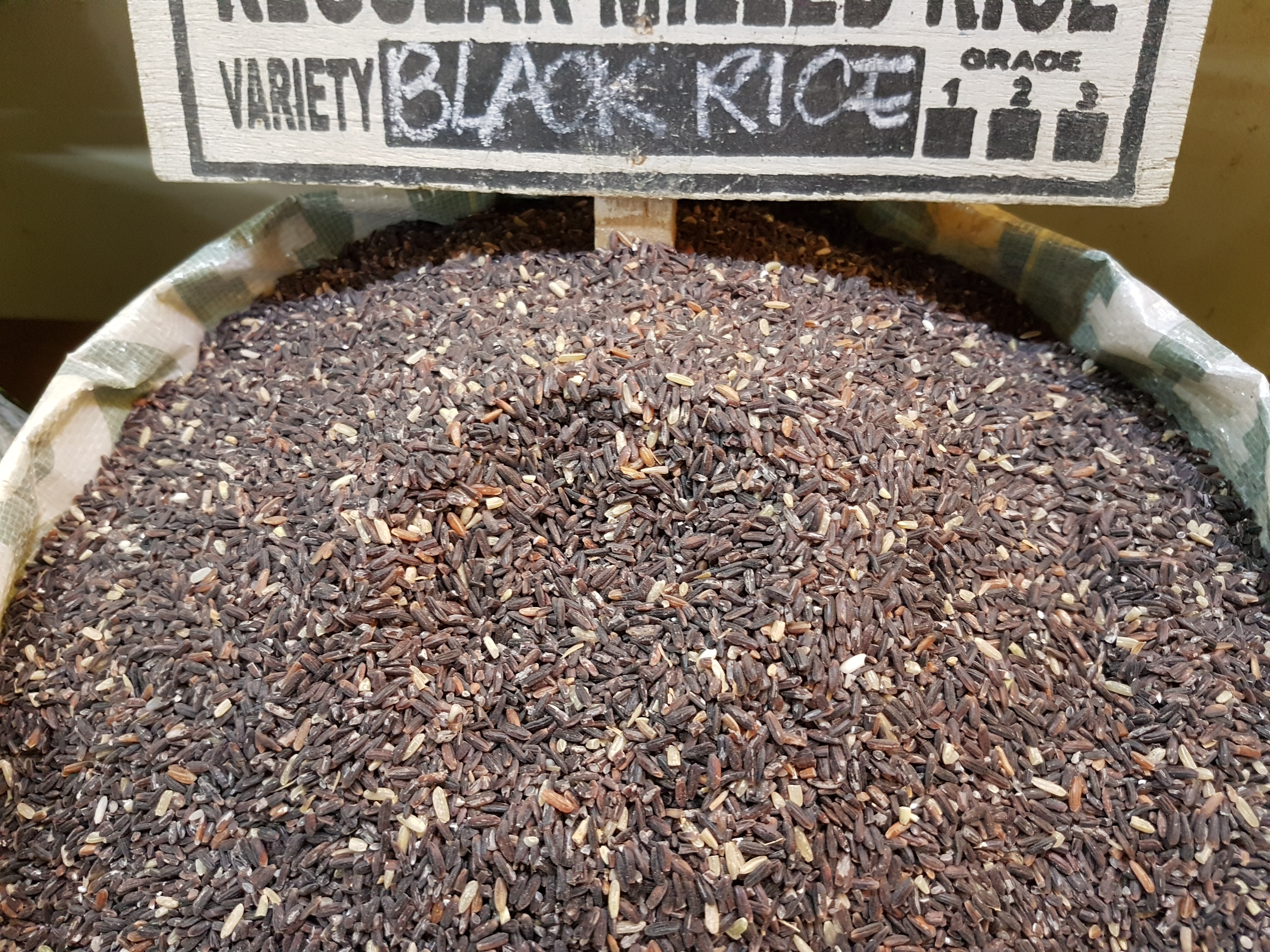
بالاتيناو (أو بالاتيناو)، نوع من الأرز الأسود التراثي من مقاطعة ماونتن، الفلبين

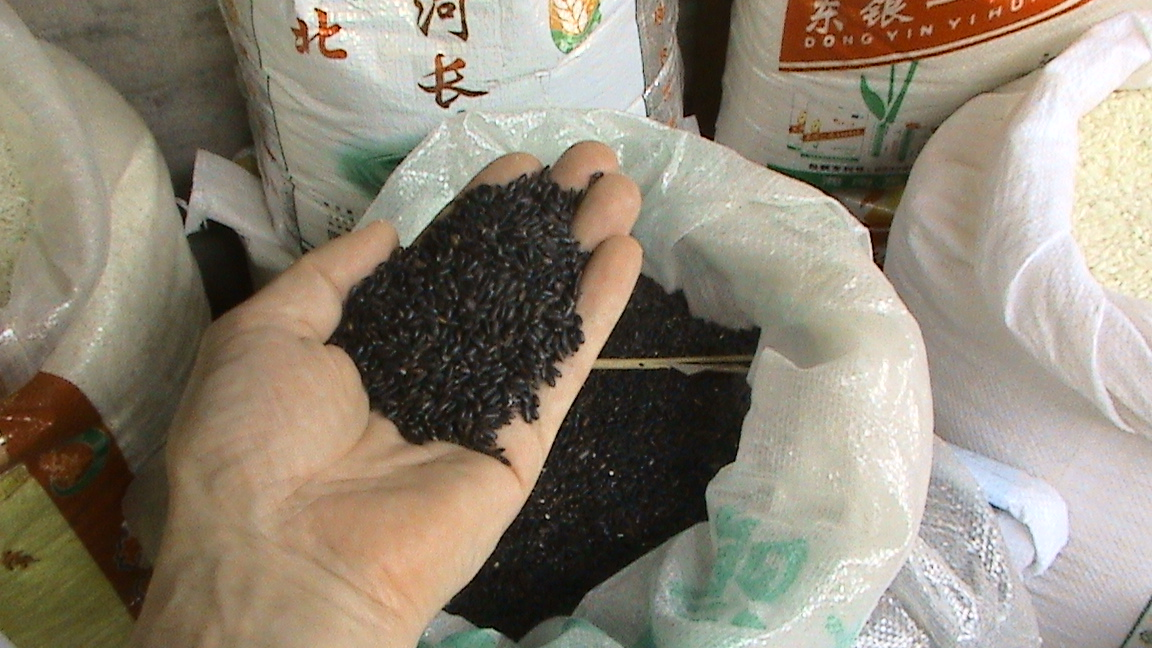
الأرز الأسود كما يباع في الصين

الأرز الأسود، المعروف أيضًا باسم الأرز الأرجواني أو الأرز المحظور، هو مجموعة من أنواع الأرز من نوع الأرز الأسيوي، وبعضها أرز دبق.
تتوفر اليوم عدة أنواع من الأرز الأسود. وتشمل هذه الأنواع الأرز الأسود الإندونيسي، والأرز الأسود الفلبيني التراثي، والأرز الأسود الدبق، والأرز الأسود الياسمين التايلاندي. يُعرف أيضًا باسم تشاك هاو في مانيبور، الهند، و"كافوني أريسي" أو "أرز كافوني" في تاميل نادو، الهند.
تحتوي قشرة النخالة (الطبقة الخارجية) من الأرز الأسود على أحد أعلى مستويات صبغة الأنثوسيانين الموجودة في الطعام. تحتوي الحبوب على كمية مماثلة من الألياف الموجودة في الأرز البني، ومثل الأرز البني، لها طعم جوزي خفيف.
يتمتع الأرز الأسود بلون أسود غامق وعادةً ما يتحول إلى اللون الأرجواني الغامق عند طهيه. يرجع لونه الأرجواني الداكن في المقام الأول إلى محتواه من الأنثوسيانين، والذي يكون أعلى وزناً من محتواه في الحبوب الملونة الأخرى. فهو مناسب لصنع العصيدة، والحلويات، وكعكة الأرز الأسود الصينية التقليدية، والخبز، والعصائبية.
| اسم                                     | كمية  | وحدة        |
| --------------------------------------- | ----- | ----------- |
| طاقة                                    | 356   | كيلو كالوري |
| بروتين                                  | 8.89  | ج           |
| إجمالي الدهون (الدهون)                  | 3.33  | ج           |
| الكربوهيدرات، حسب الاختلاف              | 75.56 | ج           |
| الألياف الغذائية الكلية                 | 2.2   | ج           |
| السكريات، الإجمالي بما في ذلك NLEA      | 0     | ج           |
| الكالسيوم                               | 0     | ملجم        |
| الحديد، Fe                              | 2.4   | ملجم        |
| الصوديوم، Na                            | 0     | ملجم        |
| فيتامين سي وحمض الاسكوربيك الكلي        | 0     | ملجم        |
| فيتامين أ، وحدة دولية                   | 0     | وحدة دولية  |
| الأحماض الدهنية، إجمالي الأحماض المشبعة | 0     | ج           |
| الأحماض الدهنية، إجمالي الترانس         | 0     | ج           |
| الكوليسترول                             | 0     | ملجم        |